# San Lorenzo, Ejutla
San Lorenzo är en ort i Mexiko.   Den ligger i kommunen Ejutla och delstaten Jalisco, i den centrala delen av landet, 500 km väster om huvudstaden Mexico City. San Lorenzo ligger 1 035 meter över havet och antalet invånare är 163.
Terrängen runt San Lorenzo är huvudsakligen kuperad, men österut är den bergig. Runt San Lorenzo är det ganska glesbefolkat, med 21 invånare per kvadratkilometer. Närmaste större samhälle är Juchitlán, 18,4 km nordväst om San Lorenzo. I omgivningarna runt San Lorenzo växer huvudsakligen savannskog.